# Excímero
Un excímero (término proveniente de "dímero excitado") es un dímero de corta vida o una molécula heterodimérica formada por dos especies, donde al menos una de ellas está en un estado electrónico excitado. Los excímeros en ocasiones son moléculas diatómicas y se forman entre dos átomos o moléculas que no podrían unirse o enlazarse si ambas estuvieran en su estado fundamental. El tiempo de vida de un excímero es del orden de los nanosegundos. La unión de un gran número de átomos excitados forma los clúster de Rydberg donde el tiempo de vida de los mismos puede superar algunos segundos. 

## Formación y decaimiento

Orbitales moleculares.

Según la Teoría del orbital molecular, un estado fundamental típico en una molécula posee sus electrones en el nivel de energía más bajo posible. Y de acuerdo al Principio de exclusión de Pauli, solo dos electrones pueden ocupar un orbital molecular dado, y si un orbital contiene dos electrones, los mismos deben poseer estados de spin opuestos. El Orbital Molecular Ocupado más Alto (energéticamente) se lo denomina HOMO y el Orbital Molecular Desocupado más Bajo es llamado LUMO. La diferencia de energía entre los dos estados es conocida como banda prohibida entre HUMO/LUMO. Si la molécula absorbe luz cuya energía es superior a la energía de la banda prohibida, un electrón del HOMO se excita al LUMO. Este estado se llama estado excitado de la molécula.
Los excímeros solo pueden formarse cuando uno de los componentes del dímero se encuentra en su estado excitado. Cuando el excímero retorna a su estado fundamental sus componentes se disocian y pueden en algunos casos repelerse entre ellos. La longitud de onda de emisión de un excímero es mayor (menor energía) que aquella correspondiente al estado excitado del monómero. Por esto mismo, un excímero puede ser medido por su emisión fluorescente.
Debido al hecho de que la formación de un excímero es dependiente de una interacción bimolecular, la misma es favorecida por una alta densidad de monómeros presentes. Ya que en condiciones de baja densidad, se producen monómeros excitados que decaen a su estado fundamental antes de que pueda interactuar con otro monómero no-excitado para formar así un excímero.

## Acerca del uso del término
El término excímero está estrictamente limitado a aquellos casos en los cuales se forma un dímero; o sea que ambos componentes del dímero son de la misma molécula o átomo. El término exciplex es utilizado en el caso de que sea heterodimérico. Aunque usualmente se utiliza excímero para ambos casos.

## Ejemplos y usos
Los complejos diatómicos heterodiméricos compuestos por un gas noble y un halógeno, como el cloruro de xenón son comunes en la construcción del láser excimer, los cuales son la aplicación más usual de los excímeros. Estos láseres poseen una ventaja por el hecho de que los componentes del excímero poseen interacciones atractivas en su estado excitado y repulsivas en su estado fundamental. El excímero de pireno nos da otro uso ejemplar como en el caso de su aplicación biofísica para evaluar distancias entre biomoléculas.
En química orgánica muchas reacciones ocurren mediante la formación de un exciplex, por ejemplo, aquellas entre un hidrocarburo aromático simple con alquenos simples como aquellos que son isómeros del 2-buteno: Las reacciones del benceno con estos alquenos poseen diversos mecanismos y sus productos son descritos como una cicloadición[2+2] cuando nos da el producto orto (A)., una cicloadición [2+3] nos da el producto meta (B) y la cicloadición [2+4] nos da el producto para (C). En estas reacciones el areno es el que se encuentra excitado.

Fotocicloadición a un anillo bencénico.

Como regla general la regioselectividad favorece la formación del aducto orto a expensas del aducto meta cuando la cantidad de transferencia de carga que tiene lugar en el exciplex se incrementa.